# 고든 맥레이

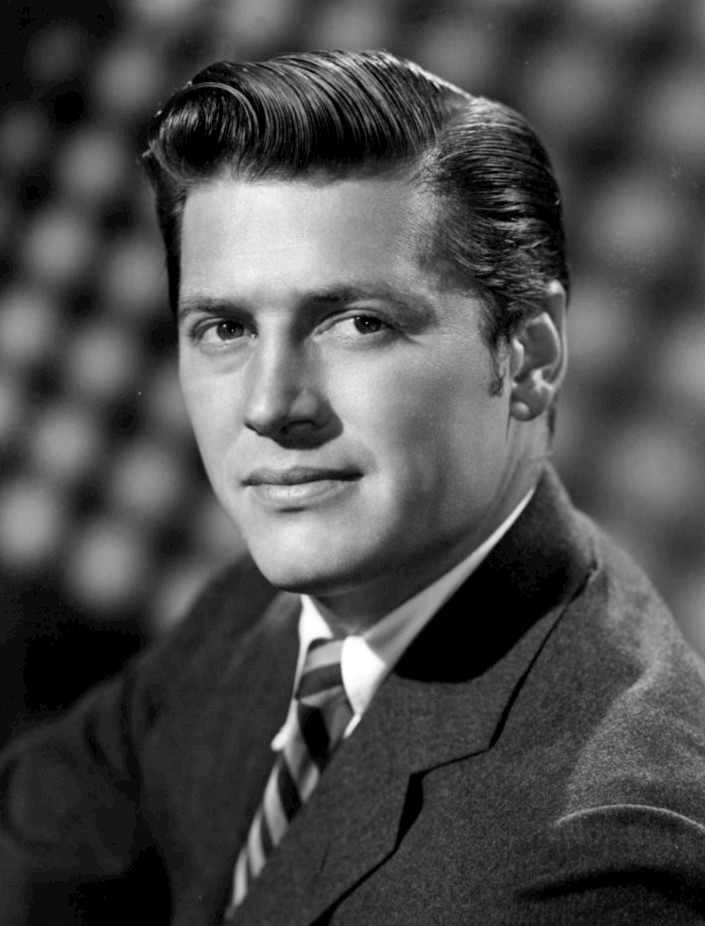

고든 맥레이(Gordon MacRae, 1921년 ~ 1986년 1월 24일)는 미국의 가수이다. 뉴저지주에서 태어났다. 고등학교 시절부터 합창단 가운데에서 그 고운 목소리가 한층 두드러져 각광을 받았다. 졸업한 후에는 호레스 하이트 악단의 가수로 출발하여 라디오나 뮤지컬의 무대에서 활약하였다. 1948년에 영화계에 진출한 이후로는 《무지개의 여왕》, 《단둘이서 차를》, 《오클라호마》, 《회전목마》 등의 뮤지컬 영화에서 주연을 맡았다.